# Clos des Mésanges
Le clos des Mésanges (en néerlandais : Mezenhoek) est une rue bruxelloise de la commune d'Auderghem qui aboutit des deux côtés sur l'avenue des Mésanges sur une longueur de 250 mètres.

## Historique et description
En octobre 1933, la propriétaire de deux hectares de terrain situés le long de l’actuelle avenue des Mésanges avait demandé d’y tracer une voie publique pour valoriser son bien. 
Les travaux commencèrent seulement fin 1949 / début 1950.
La nouvelle voie dessine une large boucle commençant et finissant à l’avenue des Mésanges et elle en a repris le nom.
- Premier permis de bâtir délivré le 11 octobre 1950 pour le no 4.